# Rijeka
Pour les articles homonymes, voir Rijeka (homonymie).
Rijeka (en italien et en hongrois : Fiume, en allemand désuet Sankt Veit an der Flaum) est une ville et une municipalité croate située dans la baie de Kvarner, chef-lieu du comitat de Primorje-Gorski Kotar. Au recensement de 2001, la municipalité comptait 144 043 habitants — dont 80,39 % de Croates, 6,21 % de Serbes et 1,92 % d'Italiens — la ville seule, 143 800 habitants. C'est la principale ville portuaire du pays. Rijeka a de plus été choisie comme capitale européenne de la culture pour 2020.

## Toponymie
- Le toponyme croate « Rijeka » signifie « rivière » en croate.
  - D'ailleurs en slovène, langue slave très proche, la ville s'appelle « Reka », mot qui a le même sens (forme identique en serbe - qui utilise la forme « Rijeka » pour la ville - et dans certains dialectes croates, qui utilisent aussi Rika).
- Le toponyme italien « Fiume » est identique au nom commun fiume, signifie « rivière » et vient du latin flumen.
  - Les formes « Fiùme » et « fiùme » ne sont usitées que dans les dictionnaires, l’accent grave servant à préciser la place de l'accent tonique dans le mot.
- Le toponyme allemand « Sankt Veit am Flaum » (ou « Sankt Veit ») signifie « Saint-Guy sur le Flaum », où « Flaum » provient également du latin flumen.
- En hongrois, la forme « Szentvit », a été remplacée par « Fiume » dès le XIXe siècle.

## Histoire
Le site est habité depuis l'Âge de pierre. Une forteresse et un port sur la mer Adriatique sont construits par les peuples celtes ; dans l'Antiquité, la région fait partie du peuplement illyrien. Les Liburniens se sont installés sur la côte, les Iapydes dans l'arrière-pays. Le port de Liburnia est un repaire des pirates, dérangeant les intérêts romains, donc conquis par les Romains vers l'an 180 av. J.-C. Ils y fondent la ville de Tarsatica, Tergeste (Trsat), avec son château fort surplombant son port.
Les peuples croates s'installent dans la région de Liburnie vers l'an 700. Ils sont vite soumis aux attaques des troupes des royaumes francs du nord-ouest, menées par le margrave Éric de Frioul, qui trouve la mort près de Tarsatica en 799. L'empereur Charlemagne fait ensuite conquérir et détruire la ville. À partir de 925, le territoire de Rijeka fait partie du royaume de Croatie, uni à la Hongrie au XIIe siècle. La frontière occidentale avec la marche d'Istrie et le royaume d'Italie se dessine entre Rijeka et Opatija. La ville devient une résidence de la famille Frankopan et de la maison de Walsee.

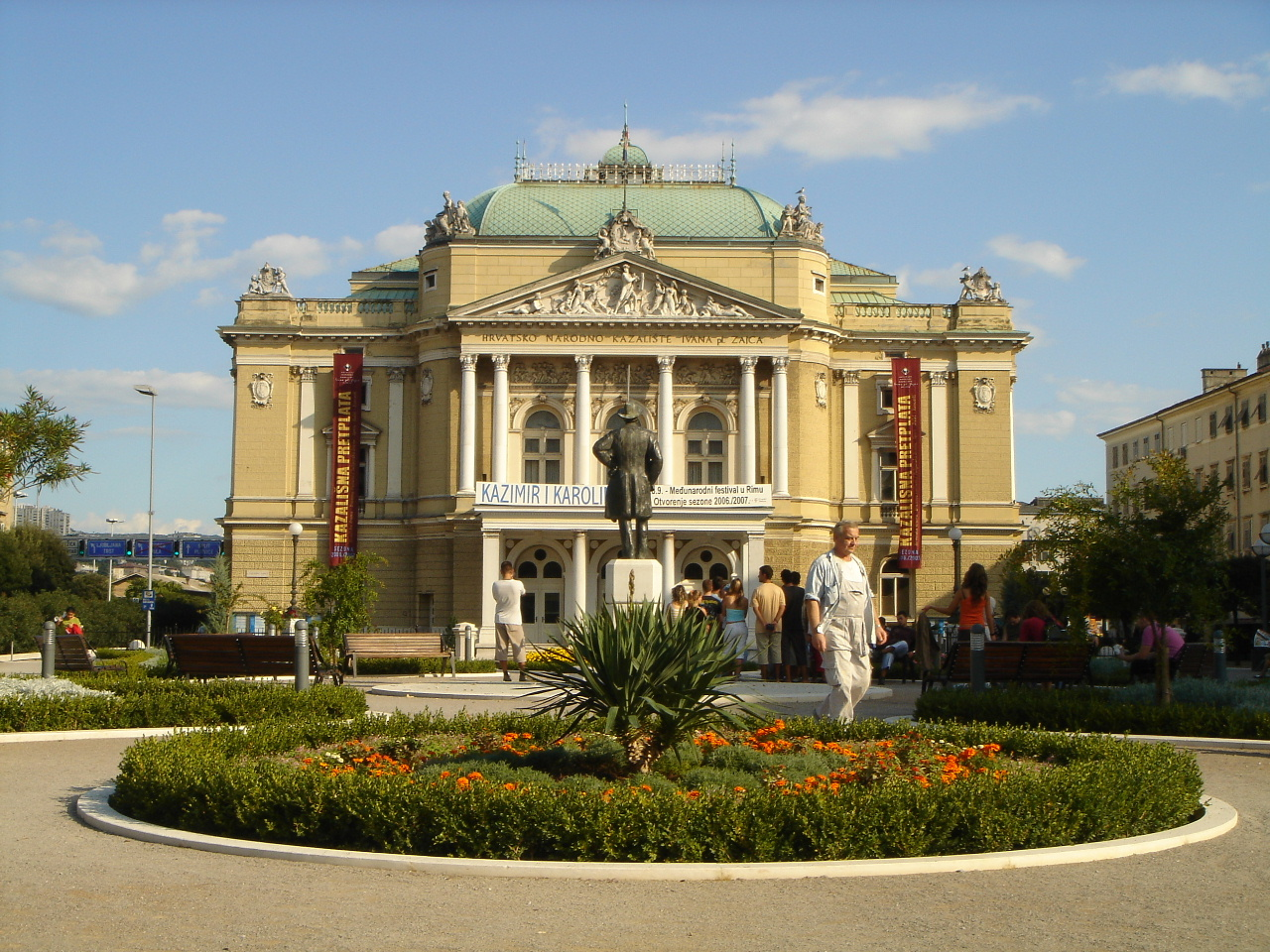
Le théâtre national croate.

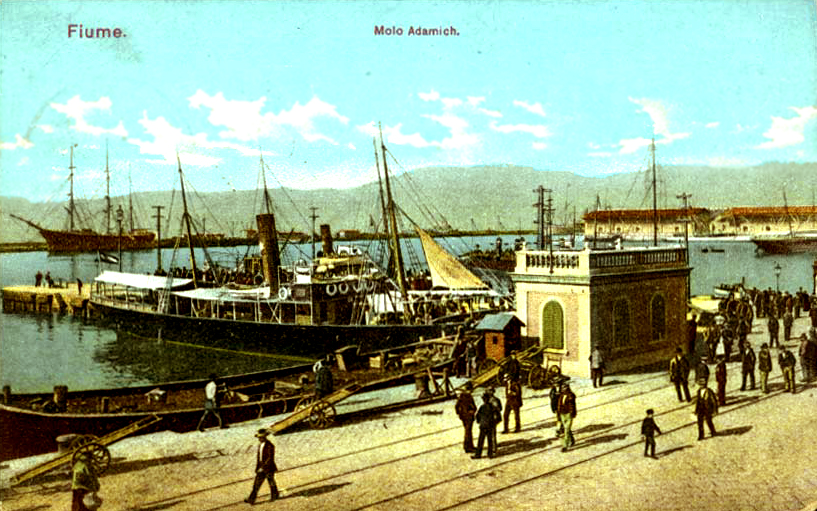
Port de Rijeka en 1910.

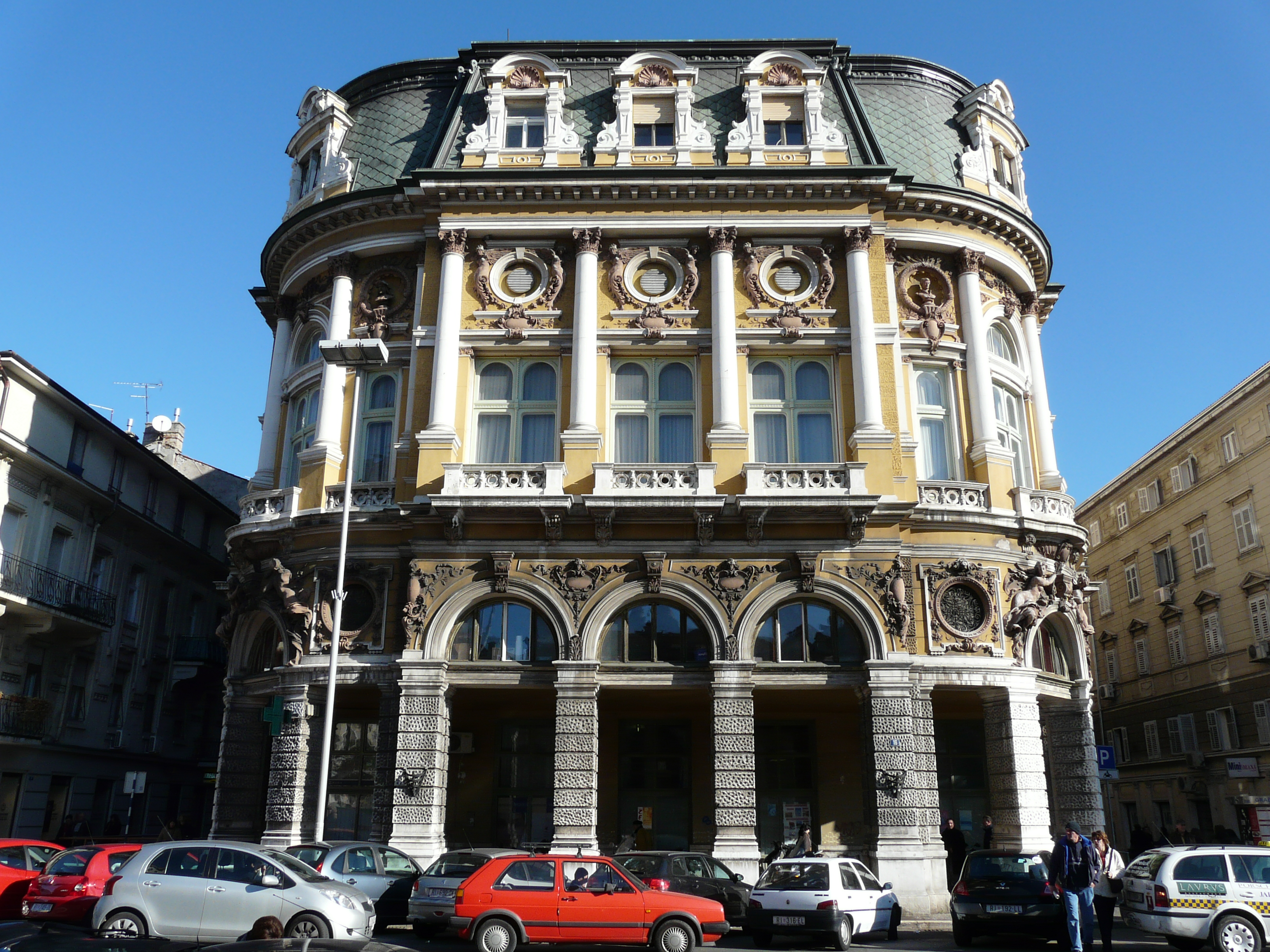
La façade du Palais Modello depuis la rue de Porto à Rijeka.

La ville passe sous la souveraineté des Habsbourg en 1474, quand les seigneurs de Walsee la vendent à l'empereur Frédéric III, après la bataille de Fiume, remportée par le chevalier hongrois André Both de Bajna. Rijeka reste sous la domination de la monarchie de Habsbourg jusqu'à la fin de la Première Guerre mondiale. En 1526, elle retourne au royaume de Hongrie, qui reconnaît l'autorité des Habsbourg. Dès le début des temps modernes, elle est une rivale de Venise, possédant le statut de ville libre, et devient officiellement corpus separatum en 1779.
Après les guerres de la Troisième Coalition en 1805, Rijeka échoit au royaume d'Italie par le traité de Presbourg. À partir de 1809, elle fait partie des Provinces illyriennes; initialement comme chef-lieu de la province de Fiume, plus tard comme partie de la Croatie civile. En 1815, le Congrès de Vienne remet la ville à l'empire d'Autriche.
Raoul Chélard (d)  écrit dans La Hongrie contemporaine que Fiume et son petit territoire possèdent à la fin du XIXe siècle une population de 21 000 habitants, dont 11 000 Italiens, 8 000 Croates, 900 Allemands, 400 Hongrois et une centaine de Juifs.
Après la Première Guerre mondiale et la dissolution de l'Autriche-Hongrie, Rijeka est occupée conjointement par l'armée italienne et un corps interallié. Fin juin 1919, éclatent les Vêpres fiumaines, qui opposent les troupes italiennes (dont le régiment des grenadiers de Sardaigne), à des troupes françaises du corps interallié. De 1919 à 1920, l'écrivain italien Gabriele D'Annunzio occupe la ville (voir Entreprise de Fiume), qui ne faisait pas partie de l'Istrie annexée par l'Italie, et crée l'éphémère Régence italienne du Carnaro, suivie par l'État libre de Fiume. La ville est annexée par l'Italie en 1924 après la signature d'un traité avec la Yougoslavie.
À la fin de la Seconde Guerre mondiale, le 4 mai 1945, la ville est prise par les troupes yougoslaves de Josip Broz Tito. L'annexion à la Yougoslavie est formalisée par le traité de Paris le 10 février 1947. Les exécutions sommaires de citoyens italiens, militaires et civils (au moins 650 Italiens sont tués immédiatement après la fin de la guerre), forcent la majorité des 40 000 Italiens (environ 70 % de la population résidente avant 1945)  à quitter la ville : ils sont appelés en italien Esuli (« exilés »).

## Climat
| Mois                                             | jan.         | fév.          | mars        | avril        | mai          | juin         | jui.         | août        | sep.        | oct.         | nov.         | déc.         | année           |
| ------------------------------------------------ | ------------ | ------------- | ----------- | ------------ | ------------ | ------------ | ------------ | ----------- | ----------- | ------------ | ------------ | ------------ | --------------- |
| Température minimale moyenne (°C)                | 2,9          | 3,2           | 5,5         | 8,4          | 12,8         | 16           | 18,6         | 18,6        | 14,9        | 10,9         | 6,6          | 4            | 10,2            |
| Température moyenne (°C)                         | 5,8          | 6,3           | 8,8         | 12           | 16,8         | 20,3         | 23,1         | 23,1        | 18,8        | 14,2         | 9,6          | 6,8          | 13,8            |
| Température maximale moyenne (°C)                | 9,1          | 9,9           | 12,6        | 15,9         | 21,1         | 24,6         | 27,9         | 28,1        | 23,5        | 18,5         | 13,2         | 10,1         | 17,9            |
| Record de froid (°C) date du record              | −11,4 9/1985 | −12,8 10/1956 | −7,7 5/1971 | −0,2 14/1986 | 2,1 12/1978  | 7,4 8/1962   | 10,4 16/1970 | 9,1 28/1995 | 4,8 29/1977 | −1,2 30/2012 | −4,5 15/1983 | −8,9 28/1996 | −12,8 10/2/1956 |
| Record de chaleur (°C) date du record            | 20 20/1974   | 21,4 22/1990  | 25 29/2017  | 28,9 28/2012 | 33,7 25/2009 | 36,7 12/2003 | 40 19/2007   | 39,5 5/2017 | 34,8 4/1949 | 28,8 1/1956  | 25,5 2/2004  | 20,4 4/1979  | 40 19/7/2007    |
| Nombre de jours avec gel                         | 8,1          | 7             | 3,5         | 0,5          | 0            | 0            | 0            | 0           | 0           | 0,3          | 4,3          | 8,1          | 31,9            |
| Ensoleillement (h)                               | 111,6        | 135,6         | 155         | 171          | 232,5        | 249          | 297,6        | 279         | 201         | 161,2        | 111          | 99,2         | 2 203,7         |
| Précipitations (mm)                              | 128,7        | 104,1         | 113         | 113,8        | 103,3        | 119,9        | 70,1         | 101,5       | 156,5       | 203,9        | 181,9        | 155,6        | 1 552,4         |
| Nombre de jours avec précipitations              | 10,7         | 8,5           | 10,3        | 12,6         | 12,5         | 12,3         | 8,8          | 9           | 10,6        | 12,1         | 11,7         | 11,2         | 130,1           |
| dont nombre de jours avec précipitations ≥ 10 mm | 3,9          | 3,7           | 3,4         | 3,3          | 3,6          | 3,8          | 2,3          | 2,9         | 4,2         | 5,1          | 5,2          | 4,6          | 46              |
| Humidité relative (%)                            | 65,1         | 60,3          | 60,4        | 62,6         | 63,7         | 62,4         | 56,4         | 56          | 63,7        | 67,4         | 67,3         | 66,4         | 62,7            |
| Nombre de jours avec neige                       | 0,8          | 0,3           | 0,2         | 0            | 0            | 0            | 0            | 0           | 0           | 0            | 0            | 0,1          | 1,4             |
| Nombre de jours d'orage                          | 0,6          | 1,3           | 1,8         | 3,1          | 5            | 7,7          | 7            | 7,4         | 5,5         | 3,5          | 2,6          | 1,2          | 46,8            |
| Nombre de jours avec brouillard                  | 0,7          | 0,8           | 0,6         | 0,2          | 0,1          | 0            | 0            | 0           | 0,1         | 0,2          | 0,3          | 0,6          | 3,7             |

| Diagramme climatique                                  |             |            |              |               |             |              |               |               |               |              |            |
| J                                                     | F           | M          | A            | M             | J           | J            | A             | S             | O             | N            | D          |
| 9,12,9128,7                                           | 9,93,2104,1 | 12,65,5113 | 15,98,4113,8 | 21,112,8103,3 | 24,616119,9 | 27,918,670,1 | 28,118,6101,5 | 23,514,9156,5 | 18,510,9203,9 | 13,26,6181,9 | 10,14155,6 |
| Moyennes : • Temp. maxi et mini °C • Précipitation mm |             |            |              |               |             |              |               |               |               |              |            |

### Démographie
Depuis 1880, l'évolution démographique de Rijeka a été :
| 1880   | 1890   | 1900   | 1910   | 1921   | 1931   |
| ------ | ------ | ------ | ------ | ------ | ------ |
| 37 904 | 48 959 | 61 419 | 76 042 | 61 157 | 72 111 |

| 1948   | 1953   | 1961   | 1971    | 1981    | 1991    |
| ------ | ------ | ------ | ------- | ------- | ------- |
| 67 088 | 73 718 | 98 759 | 129 173 | 158 226 | 165 904 |

| 2001    | 2011    | 2021    | - | - | - |
| ------- | ------- | ------- | - | - | - |
| 144 043 | 128 624 | 108 622 | - | - | - |

| Histogramme de l'évolution démographique de Rijeka |
|                                                    |

## Personnalités liées à la ville
Nés à Rijeka :
- Giacomo Luzzatto (1827-1888), photographe italien.
- Robert Bartini (1897-1974), scientifique et ingénieur aéronautique italien émigré en URSS en 1923.
- Ödön von Horváth, dramaturge de langue allemande (1901-1938).
- János Kádár (1912-1989), homme politique hongrois.
- Josip Bozanić né en 1949, d'origine croate, devenu cardinal-archevêque de Zagreb.
- Leo Valiani (1909-1999), homme politique, journaliste et historien italien.
- Ladislao Mittner (1902-1975), professeur, père des études de littérature allemande en Italie.
- Mladen Mladenović (1964-), footballeur croate.
- Marisa Madieri (1936-1996), écrivain italienne.
- Abdon Pamich (1933-), athlète italien, médaille d'or aux Jeux olympiques de Tokyo.
- Irma Gramatica (1867-1962), actrice italienne.
- Kolinda Grabar-Kitarović (1968-), présidente de la Croatie de 2015 à 2020.
- Orlando Sirola (1928-1995), joueur de tennis italien
- Petar Omcikus (1926-2019), peintre

## Localités
La municipalité de Rijeka compte deux localités : Rijeka et Sveti Kuzam.

## Jumelage
Rijeka est jumelée avec les villes suivantes :
| Ville | Ville                         | Pays | Pays              | Période                     |
| ----- | ----------------------------- | ---- | ----------------- | --------------------------- |
|       | Bitola                        |      | Macédoine du Nord |                             |
|       | Bourgas                       |      | Bulgarie          | depuis 2008                 |
|       | Cetinje                       |      | Monténégro        |                             |
|       | Este                          |      | Italie            |                             |
|       | Faenza                        |      | Italie            | depuis le 16 septembre 1983 |
|       | Gdańsk                        |      | Pologne           |                             |
|       | Gênes                         |      | Italie            | depuis le 13 octobre 2004   |
|       | Kawasaki                      |      | Japon             |                             |
|       | Ljubljana                     |      | Slovénie          |                             |
|       | Neuss                         |      | Allemagne         | depuis 1990                 |
|       | Palerme                       |      | Italie            |                             |
|       | Pittsburgh                    |      | États-Unis        |                             |
|       | Qingdao                       |      | Chine             |                             |
|       | Rostock                       |      | Allemagne         | depuis 1966                 |
|       | ville métropolitaine de Gênes |      | Italie            | depuis le 13 octobre 2004   |
|       | Yalta                         |      | Ukraine           |                             |

## Musées
- Musée de la ville de Rijeka, en trois parts : The Cube (Kockica, vers le musée maritime), The Sugar Palace (La Sucrière, vers la gare  ferroviaire), Torpédo (Torpilles, vers la gare routière)
- Musée maritime, historique du littoral de Rijeka
- Musée d'Art moderne et contemporain (vers la gare  ferroviaire)
- Musée d'histoire naturelle (vers le musée maritime)
- Musée de la pharmacie (centre)
- Musée Peek and Poke (ordinateurs)

## Divers
- Le Circuit de Rijeka pour sports mécaniques se situe au nord de la ville.
- La ville a accueilli du 19 au 21 octobre 2012 les  Championnats du Monde des clubs d'aviron de mer.
- La ville a accueilli les Championnats d'Europe de natation en petit bassin 2008.
- Un croiseur lourd de la Regia Marina ayant participé à la Seconde Guerre mondiale a porté le nom de Fiume.
- En 2020, la ville est capitale européenne de la culture (avec Galway, en Irlande)[14].

## Honneur
L'astéroïde (11706) Rijeka porte son nom.